# Arothron leopardus
Arothron leopardus és una espècie de peix de la família dels tetraodòntids i de l'ordre dels tetraodontiformes. És un peix marí de l'Índia, de clima tropical i demersal, inofensiu per als humans.